# 內克諾爾科格爾山

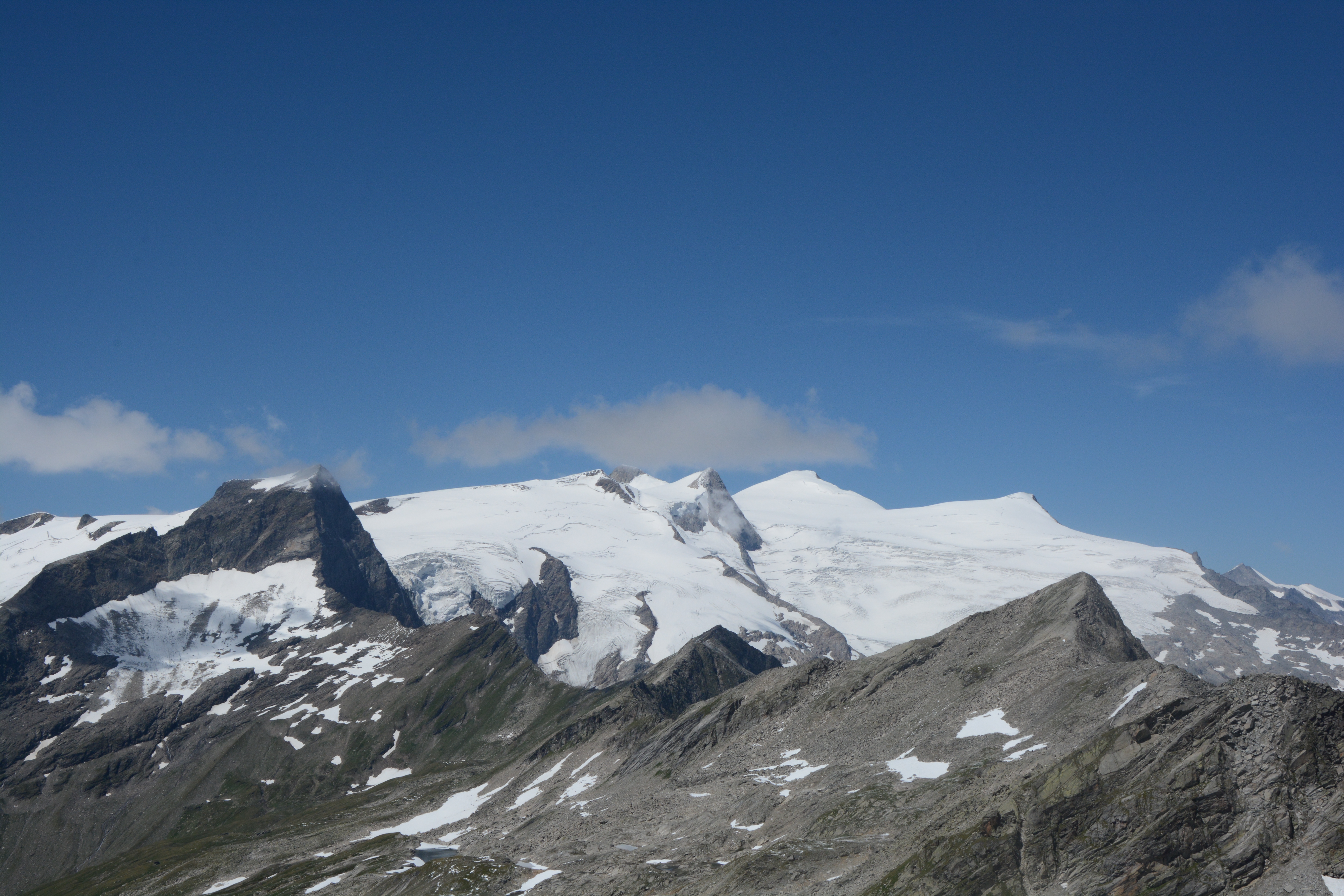

47°06′07″N 12°25′11″E / 47.101944°N 12.419722°E
內克諾爾科格爾山（德語：Innerer Knorrkogel），是奧地利的山峰，位於該國西部，由蒂羅爾州負責管轄，屬於維內迪傑山脈的一部分，海拔高度2,882米，人類在1860年首次登頂。